# آماسیا، شیراک
آماسیا (به ارمنی: Ամասիա) یک روستا در ارمنستان است که در استان شیراک واقع شده‌است. آماسیا در ۲۳ کیلومتری شمال شرق گیومری، مرکز استان شیراک واقع شده‌است.

## خصوصیات
آماسیا ۲٬۲۱۸ نفر جمعیت دارد و در ارتفاع ۱۸۷۰ متر بالاتر از سطح دریا قرار گرفته‌است.